# Juliana Barrientos
Juliana Irina Barrientos Gaidrikh (Cochabamba, Bolivia; 10 de marzo de 1997) es una reina de belleza y modelo boliviana, ganadora de Miss Bolivia Universo. Representó a Bolivia en el Miss Universo 2024 realizado en la Ciudad de México, situándose entre las semifinalistas dentro del Top 12 del principal certamen de belleza a nivel mundial. Ganó también el premio de oro en Miss Universo por su proyecto social.

## Biografía
Barrientos nació en Cochabamba. Asistió a la Universidad Cristiana de Bolivia en Santa Cruz de la Sierra donde obtuvo su licenciatura en bioquímica y farmacia.

## Trayectoria

### Miss Bolivia 2024
Barrientos inició su carrera en concursos de belleza el 26 de enero de 2024, cuando fue coronada Miss Cochabamba 2024 en el Hotel Regina de Cochabamba. El 29 de junio de 2024, Barrientos representó a su ciudad natal, Cochabamba en Miss Bolivia 2024 y compitió contra otras 26 candidatas en el Salón Sirionó de la FexpoCruz en Santa Cruz de la Sierra, donde ganó el título Miss Bolivia Universo 2024 reemplazando a Estefany Rivero.

### Miss Universo 2024
Barrientos representó a Bolivia en el Miss Universo 2024 en México. Logrando clasificar en el Top 12 y ganar el premio «La Voz de oro» por su proyecto social. 